# Église Saint-Grégoire-l'Illuminateur de Komotiní
L'église Saint-Grégoire-l'Illuminateur (grec moderne : εκκλησία Αγίου Γρηγορίου του Φωτιστή ; arménien : Սուրբ Գրիգոր Լուսավորիչ եկեղեցի) est une église chrétienne arménienne située à Komotiní, dans la périphérie de Macédoine-Orientale-et-Thrace, en Grèce. Consacrée le 25 novembre 1834, l'église est située dans le secteur de la ville de Komotiní historiquement connu sous le nom de « Armenió » (grec moderne : Αρμενιό) — entre l'actuel hôtel de ville à l'est et l'hôtel « Xenía » (grec moderne : Ξενία) à l'ouest —, lequel est dû au fait que ce secteur est habité par la communauté arménienne de Komotiní.

## Histoire
L'église est construite sur un terrain appartenant à la communauté arménienne de Komotiní. De nos jours, l'inscription ktetorique est conservée, indiquant l'année de construction, ainsi que le montant consacré à la construction de l'église. L'église est dédiée à Jacques de Zébédée et est rattachée administrativement à l'archevêché d'Adrianople. Selon la tradition religieuse arménienne, une épidémie de peste sévit dans la ville de Komotiní et un vœu est fait à saint Jacques, à la suite duquel la peste disparaît. À ce moment-là, la communauté décide le maintien d'un vœu annuel en l'honneur du saint sauveur, cependant, après l'oubli de ce dernier, une nouvelle épidémie frappe Komotiní. Alors, les croyants implorent de nouveau l'aide du saint et, de nos jours, chaque deuxième dimanche du mois de décembre, saint Jacques est honoré dans l'église pour le salut de la ville. 